# Ctenotus rimacolus
Ctenotus rimacolus este o specie de șopârle din genul Ctenotus, familia Scincidae, descrisă de Harry Theodore Horner și Fisher 1998.

## Subspecii
Această specie cuprinde următoarele subspecii:
- C. r. camptris
- C. r. rimacolus